# Jurbarkas (gemeente)
Jurbarkas is een van de 60 Litouwse gemeenten, in het district Tauragė.
De hoofdplaats is de gelijknamige stad Jurbarkas. De gemeente telt ongeveer 35.500 inwoners op een oppervlakte van 1507 km².

## Plaatsen in de gemeente
Plaatsen met inwonertal (2001):
- Jurbarkas – 13797
- Klausučiai – 1050
- Viešvilė – 1045
- Skirsnemunė – 905
- Jurbarkai – 898
- Veliuona – 883
- Seredžius – 749
- Raudonė – 716
- Smalininkai – 653
- Eržvilkas – 518
- Stakiai - 241